# Likàrstvenne
Likàrstvenne (en (ucraïnès): Лікарственне, en rus: Лекарственное, Lekàrstvennoie) és un poble de la República Autònoma de Crimea a Ucraïna, que el 2014 tenia 1.241 habitants. Pertany al districte de Simferòpol.